# Tsutomu Nishino
Tsutomu Nishino (jap. 西野 努, Nishino Tsutomu; * 13. März 1971 in der Präfektur Nara) ist ein ehemaliger japanischer Fußballspieler.

## Karriere
Nishino erlernte das Fußballspielen in der Schulmannschaft der Nara High School und der Universitätsmannschaft der Universität Kōbe. Seinen ersten Vertrag unterschrieb er 1993 bei den Urawa Red Diamonds. Der Verein spielte in der höchsten Liga des Landes, der J1 League. Am Ende der Saison 1999 stieg der Verein in die J2 League ab. 2000 wurde er mit dem Verein Vizemeister der J2 League und stieg in die J1 League auf. Für den Verein absolvierte er 134 Spiele. Ende 2001 beendete er seine Karriere als Fußballspieler.